# Närdinghundra tingslag
Närdinghundra tingslag var ett tingslag i Stockholms län och i Norra Roslags domsaga. 
Tingslaget bildades 1680 och upphörde 1 januari 1918 då den uppgick i Väddö och Närdinghundra tingslag.

## Ingående områden
Tingslaget omfattade Närdinghundra härad.